# Aeroporto delle Svalbard-Longyearbyen
L'aeroporto di Longyearbyen, Svalbard (IATA: LYR, ICAO: ENSB) è il principale aeroporto delle isole norvegesi delle Svalbard, situato nella capitale Longyearbyen.

## Caratteristiche
È situato a circa 3 kilometri a nord-ovest da Longyearbyen, il più grande insediamento delle Svalbard. L'aeroporto serve anche l'insediamento di Barentsburg. La Norvegia continentale fa parte dell'area di Schengen, ma le Svalbard sono escluse, quindi dal 2011 c'è il controllo dei passaporti all'aeroporto.
Fuori dall'aeroporto c'è un parcheggio libero con 200 posti, e sono disponibili anche taxi, macchine a noleggio e un servizio bus (uno shuttle collega l'aeroporto con gli hotel e le pensioni di Longyearbyen e Nybyen).
La pista è lunga 2483 m e allineata 10/28 (grossomodo est-ovest), dotata di sistema di atterraggio strumentale, ma non ci sono piste di rullaggio.
L'aeroporto si trova a una latitudine di circa 78° Nord. Tra i terminal permanenti, serviti da voli regolarmente programmati, è il più settentrionale del mondo.

## Galleria d'immagini

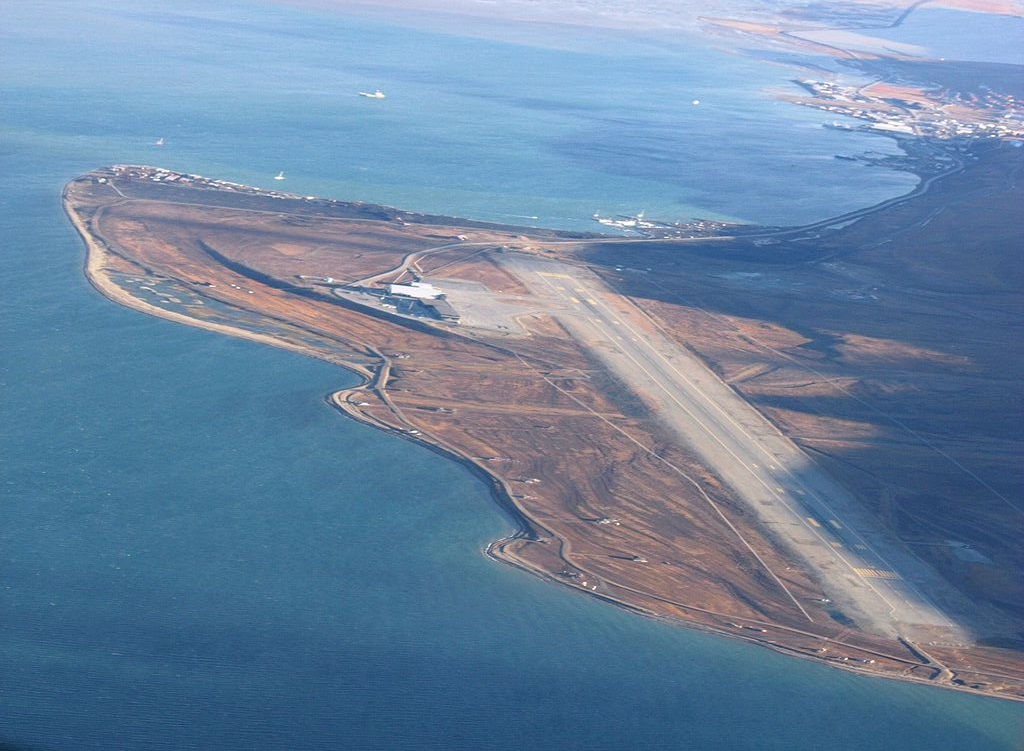
Veduta dell'aeroporto
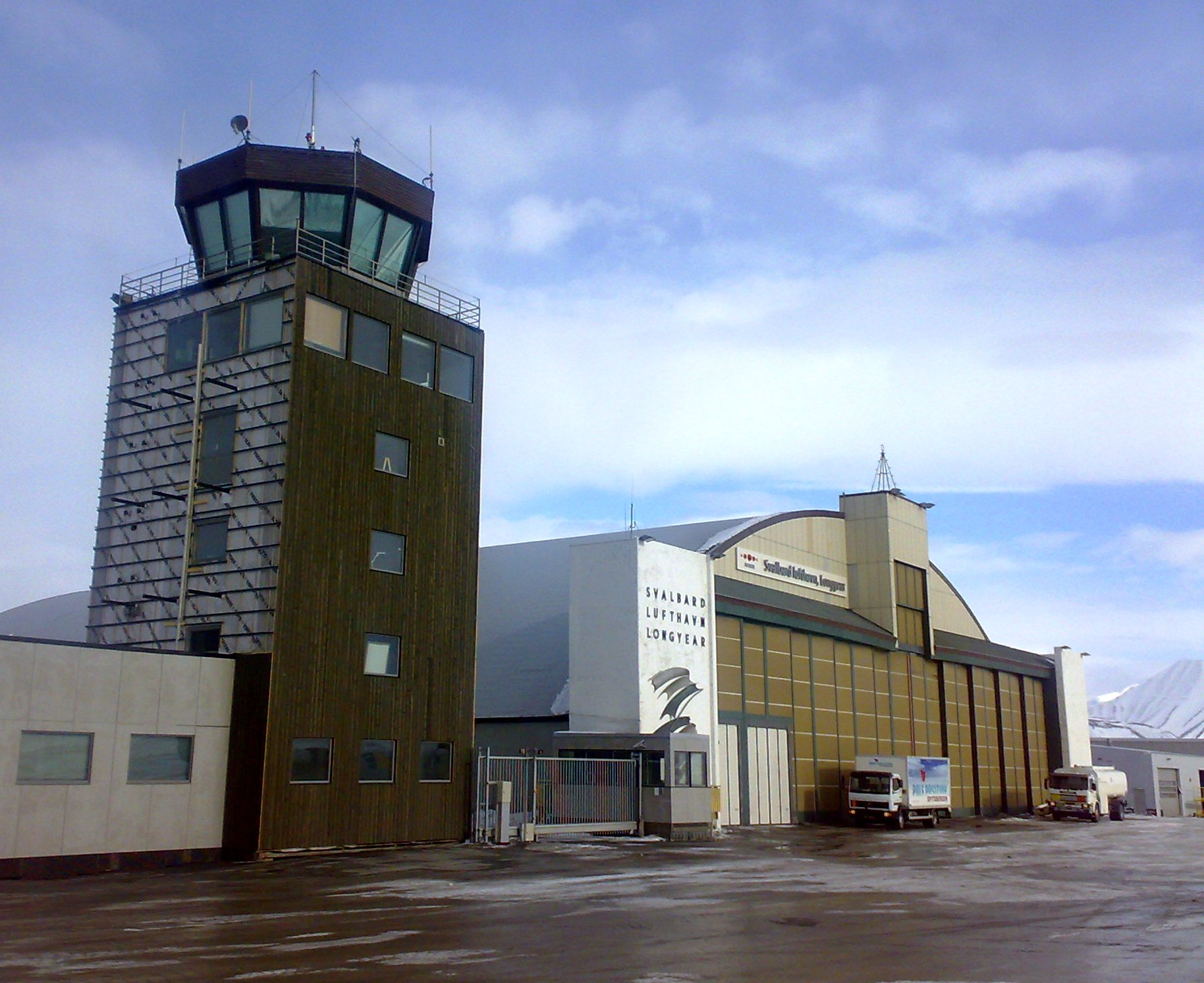
La torre di controllo
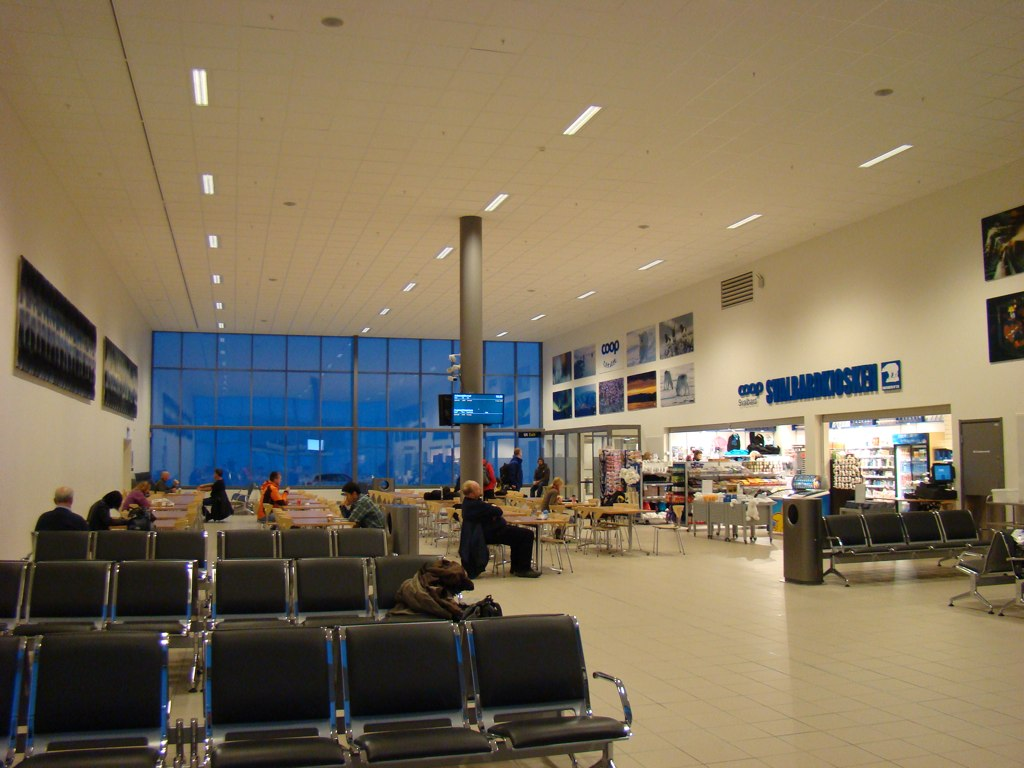
Area partenze
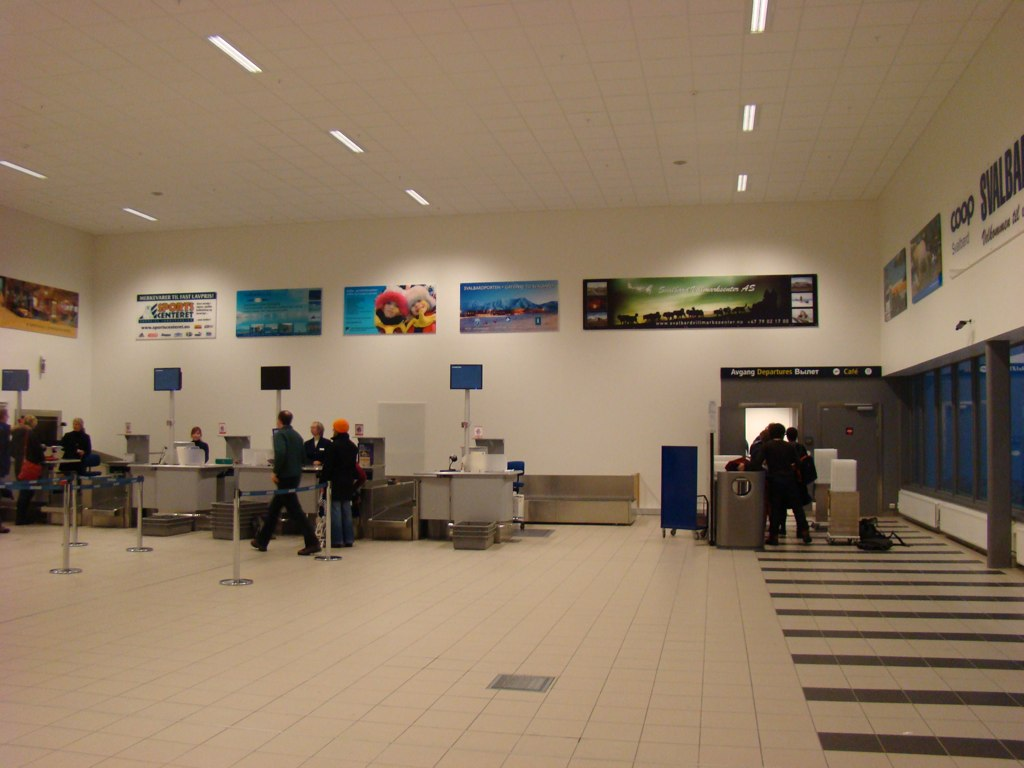
Check-In
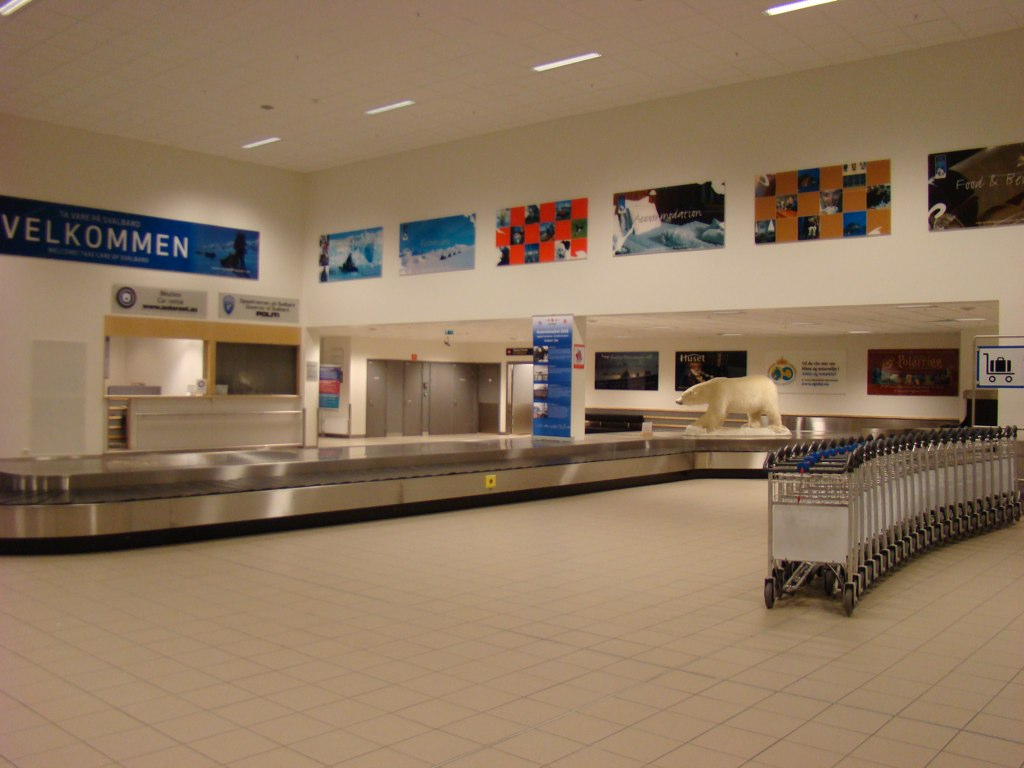
Ritiro bagagli